# 板井榮一
板井 榮一（いたい えいいち、1951年3月23日 - ）は、秋田県出身のプロゴルファー。

## 来歴
仙台工業高校卒業後は東北電力に勤務し、野球の選手であったが、24歳の時に知り合いから古いドライバー1本を貰ったのをきっかけにゴルフを始める。
全くの我流でクラブを振っていたが、始めて4年後には宮城県アマで優勝し、この頃からプロを志した。
プロテストには7回落ちた末に34歳で合格し、電力会社のサラリーマンからプロゴルファーに転身した板井をモデルにした『おらぁ栄ちゃんだ〜!』という漫画も作られた。
1986年の広島オープンでは芹澤信雄・塩田昌宏と並んでの8位タイ、1989年にはミズノオープンで真板潔・横山明仁と並んでの9位タイに入った。
1989年のアコムダブルスでは同じく脱サラプロの天野勝とペアを組み、好天に恵まれた初日に泉川ピート&江本光ペア・室田淳&上原宏一ペア・小林富士夫&佐々木久行ペア・川俣明&川俣茂兄弟ペア、エドアルド・エレラ（コロンビア）&浅尾琢巳ペアと共に65をマークして5位タイでスタートした。
1990年には第一不動産カップで出口栄太郎・川岸良兼と並んでの8位タイ、全日空オープンでは鈴木弘一と並んでの10位タイ、日本オープンでは安田春雄・飯合肇と並んでの10位タイに入った。
1991年にはよみうりサッポロビールオープンで鈴木弘・上野忠美・井戸木鴻樹・尾崎直道と並んでの7位タイに入り、ヨネックスオープン広島では初日を67で前田新作・白浜育男と並んでの2位タイでスタートし、2日目には69で米山剛と並んでの3位タイ、3日目には2日間首位の野口裕樹夫と並んでの4位タイに着ける。最終日は首位に4打差の6アンダーから出たが、アウトで1イーグル、3バーディ、1ボギーのチャージをかけ、インに入った11、12番の連続バーディで単独首位に進出。12アンダー65とスコアを6打伸ばし、プロ7年目、40歳で逆転でのツアー初優勝を飾った。日経カップ 中村寅吉メモリアルでは尾崎直とのプレーオフで1ホール目にダブルボギーを叩いて脱落し2位、NST新潟オープンで丸山智弘・河村雅之と並んでの9位タイに終わった。関東オープンでは初日を6アンダーの首位でスタートし、2日目も7アンダーで首位をキープ。3日目は9アンダーも、64をマークして14アンダーの金子柱憲が首位に立ち、最終日が雨天中止となったため、そのまま2位に終わった。東海クラシックでは本命なき大会の中、2日目に65をマークし単独首位に立つと、自分のゴルフに徹し、悠々逃げ切り優勝。
1992年にはブリヂストン阿蘇オープンで奥田靖己・高橋勝成と並んでの8位タイ、よみうりサッポロビールオープンでは川俣茂・山本善隆・平石武則・稲垣太成と並んでの6位タイ、日経カップ 中村寅吉メモリアルではバレント・フランクリン（カナダ）と並んでの5位タイ、NST新潟オープンでは新関善美と並んでの7位タイに入った。
1992年の日本プロマッチプレーでは初出場ながら2回戦で藤木三郎を破る波乱を演出し、中嶋常幸との準々決勝では序盤先行されたが、8番のバーディーで逆転。11番も取って優位に進めたが、中嶋に12番で並ばれ、15番で1mに着けて突き放されると、18番ではパーに終わって敗退。
1993年には日本プロ5位、ペプシ宇部では中村通と並んでの6位タイ、三菱ギャラン7位タイ、よみうりサッポロビールオープン4位タイに入り、サントリーオープンでは逆転優勝。ラークカップでは5位に入り、ダイワインターナショナルでは初日に65の好スコアで単独首位に立ち、2日目には我慢のゴルフで首位をキープしたが、最終的には5位タイに入った。
1994年にはダイドードリンコ静岡オープンで木村政信と並んでの7位タイに入り、フジサンケイクラシックでは初日を2位に1打差の3アンダーで単独首位、全日空オープンでも初日に7アンダーで首位に立った。
1995年には東海クラシックでは桑原克典・真板と並んでの7位タイ、1996年にはNST新潟オープンで桧垣繁正と並んでの10位タイに入り、2000年の東海クラシックを最後にレギュラーツアーから引退。

## 主な優勝
- 1991年 - ヨネックスオープン広島、東海クラシック
- 1993年 - サントリーオープン